# Juan Pablo Laplace
Juan Pablo Laplace (Buenos Aires, Argentina; 16 de enero de 1968-7 de julio de 2016) fue un director de cine y televisión que trabajó en diversos filmes y producciones de televisión.

## Actividad profesional
Trabajó en el área de producción de los filmes Caballos salvajes (1995), El dedo en la llaga (1996), Diario para un cuento (1997), Territorio comanche (1997), Secretos compartidos (1998), América mía o Frontera Sur (1999). Fue ayudante de dirección en 'Tango feroz, la leyenda de Tanguito (1993) y asistente de dirección en las películas Nueces para el amor (2000) y El custodio (2005).
Su primer filme como director fue Rodrigo, la película (2001) y luego en televisión dirigió varias producciones, tales como Variaciones (2008), Víndica (2011) y Perfidia (2012). En 2015 dirigió la primera temporada de La casa del mar, una serie transmitida por Direc TV, protagonizada por Darío Grandinetti, Federico Olivera, Juan Gil Navarro, Soledad Villamil, Gloria Carrá, Luis Luque, Federico D'Elía, Tomás Fonzi, Antonio Birabent, Delfina Chaves, Agustín Pardella y Salo Pasik. 
En ocasión del lanzamiento de esta serie Laplace declaró a la agencia de noticias Telam:

"Me interesa la política, me involucro, quise meterme por esos mundos donde todas las criaturas, más allá de su ocupación, presentan su costado oscuro. La serie ayuda a contar una historia de buena calidad, la manejo como si se tratara de una peli larga, pero al mismo tiempo resulta muy demandante. Para lograr lo que se ve en pantalla filmamos durante 14 semanas y usamos cuatro cámaras…Hice tiras, sé lo que son y de alguna manera la estructura de una telenovela no está muy pensada para que el producto tenga buena calidad. Cuando agarrás los guiones y ves que todas las acciones transcurren en tres decorados, la cuestión se complica; de todos modos hay que ver hacia dónde se orienta en el futuro el consumo de series que hoy está en auge".

Laplace es autor de la obra teatral La decisión de Yanina.
Falleció en forma súbita cuando jugaba un partido de tenis el 7 de julio de 2016.

## Filmografía
Director
- El esquema de Ponzi  (2013)
- Madre (cortometraje) (2008)
- Rodrigo, la película (2001)

Asistente de director
- La sublevación (2013)
- Carne de neón (2010)
- Tetro (2009)
- Rancho aparte (2007)
- El custodio (2005)
- Entre los dioses del desprecio (Abandonada) (2001)
- Nueces para el amor (2000)
- Alma mía (1999)

Guionista
- El esquema de Ponzi  (2013)

Ayudante de dirección
- Caballos salvajes (1995)
- Tango feroz, la leyenda de Tanguito (1993)

Productor
- El esquema de Ponzi  (2013)
- Madre (cortometraje) (2008)

Jefe de producción
- Secretos compartidos (1998)
- América mía (1998)
- Diario para un cuento (1997)

Coordinación de postproducción
- Caballos salvajes (1995)

Asistente de producción
- Territorio comanche (1997)
- El dedo en la llaga (1996)

Supervisión de producción
- Frontera Sur (1998)

Asistente del jefe de producción
- Siete años en el Tíbet (1997)

## Televisión
Director
- La casa del mar (miniserie) (2015-2016)
- Perfidia  (2 episodios) (2012)
- Víndica (miniserie) (3 episodios) (2011)  
  - La licitación
  - Fernandito
  - Hoy por mí, mañana por mí
- Variaciones (serie) (3 episodios) (2008)  
  - Noche de guardia (2008)
  - Estrella (2008)
  - Ser o no ser infiel (2008)

Director de exteriores
- Mi amor, mi amor (serie) (1 episodio)  (2012)

Productor
- Perfidia  (2 episodios) (2012)

Guionista
- La casa del mar (miniserie) (1 episodio) (2015)
- Perfidia  (2 episodios) (2012)